# Philemon T. Herbert
Philemon Thomas Herbert (* 1. November 1825 in Pine Apple, Wilcox County, Alabama; † 23. Juli 1864 in Kingston, Louisiana) war ein US-amerikanischer Politiker. Zwischen 1855 und 1857 vertrat er den Bundesstaat Kalifornien im US-Repräsentantenhaus.

## Werdegang
Philemon Herbert besuchte die öffentlichen Schulen seiner Heimat und studierte danach an der University of Alabama in Tuscaloosa. Um das Jahr 1850 zog Herbert nach Mariposa City in Kalifornien, wo er als Mitglied der Demokratischen Partei eine politische Laufbahn begann. In den Jahren 1853 und 1854 saß er als Abgeordneter in der California State Assembly.
Bei den Kongresswahlen des Jahres 1854 wurde Herbert im zweiten Wahlbezirk von Kalifornien in das US-Repräsentantenhaus in Washington, D.C. gewählt, wo er am 4. März 1855 die Nachfolge von James A. McDougall antrat. Im Jahr 1856 geriet er in die Schlagzeilen, als er im Willard Hotel in Washington während eines Streits einen Kellner erschoss. Ein Gericht sprach ihn von der Mordanklage frei. Allerdings kostete ihn diese Angelegenheit seine politische Laufbahn. Bei den Wahlen desselben Jahres wurde Herbert von seiner Partei nicht mehr zur Wiederwahl nominiert. Damit konnte er bis zum 3. März 1857 nur eine Legislaturperiode im Kongress absolvieren. Diese war von den Ereignissen im Vorfeld des Bürgerkrieges geprägt.
Im Jahr 1859 zog Herbert nach El Paso in Texas, wo er als Rechtsanwalt praktizierte. Während des Bürgerkrieges diente Herbert als Oberstleutnant einer texanischen Einheit im Heer der Konföderation. Am 8. April 1864 wurde er bei der Schlacht bei Mansfield schwer verwundet. Er starb am 23. Juli 1864 in Kingston an den Folgen dieser Verletzung.